# Giraffatitan brancai
Giraffatitan (il cui nome significa "giraffa titanica") è un genere estinto di dinosauro sauropode brachiosauride vissuto nel Giurassico superiore, circa 150-145 milioni di anni fa (Kimmeridgiano-Titoniano), i cui resti sono stati ritrovati all'interno della Formazione Tendaguru, Tanzania. Il genere contiene una singola specie, G. brancai, originariamente identificata come una specie africana del genere Brachiosaurus (B. brancai), sebbene oggi sia considerato un genere a sé stante. Per decenni, Giraffatitan era considerato il dinosauro più grande conosciuto, ma le successive scoperte di diversi dinosauri più grandi dimostrano il contrario; i titanosauri giganti sembrano aver superato Giraffatitan in termini di massa pura. Anche in termini d'altezza, si stima che Sauroposeidon sia più alto e forse più pesante di Giraffatitan.
Tutte le stime delle dimensioni di Giraffatitan si basano sull'esemplare HMN SII, un individuo subadulto lungo tra i 21,8 e i 22,5 metri (72–74 ft) e alto circa 12 metri (39 ft). Le stime sulla massa sono varie e vanno da un minimo di 15 tonnellate ad un massimo di 78,3 tonnellate, sebbene ci siano prove a sostegno del fatto che questi animali potessero crescere ancora di più; l'esemplare HMN XV2, rappresentato da una fibula più grande del 13% rispetto al materiale corrispondente di HMN SII, potrebbe aver raggiunto i 26 metri (85 piedi) di lunghezza o più.

## Descrizione
Giraffatitan era un grande sauropode, e come tale era un quadrupede dotato di quattro arti colonnari, un lungo collo e coda ed un cranio relativamente piccolo. Tuttavia, essendo un brachiosauride, l'animale presentava alcune caratteristiche che lo differenziavano dagli altri sauropodi suoi contemporanei: la sua corporatura era più simile ad una giraffa, con lunghi arti anteriori, un collo molto lungo ed una postura più verticale. Il cranio presentava un caratteristico "arco" tra gli occhi, costituito dalle narici ossee, ed i denti erano "spatolati" (simili a scalpelli). Il primo dito degli arti anteriori era dotato di un grande artiglio, mentre negli arti posteriori solo le prime tre dita erano artigliate.

### Dimensioni

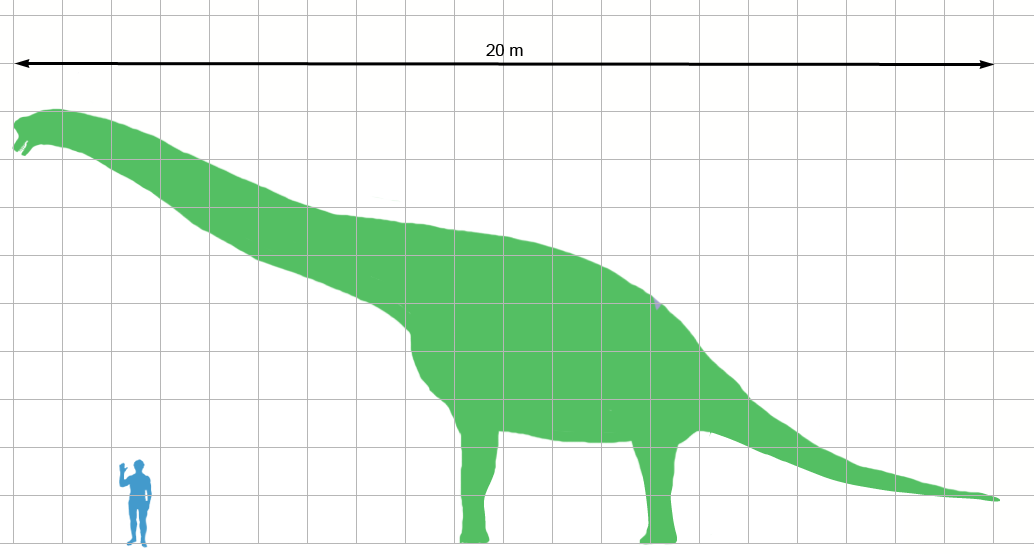
Dimensioni di Giraffatitan confrontate con un uomo

Tra il 1914 e gli anni '90, Giraffatitan era considerato il più grande dinosauro conosciuto (ignorando il Maraapunisaurus, forse più grande, ma il cui olotipo è andato perduto) e di conseguenza il più grande animale terrestre mai vissuto. Tuttavia, nella seconda parte del ventesimo secolo, la scoperta di diversi titanosauri giganti che sembrano superare Giraffatitan in termini di massa pura hanno messo in discussione questa nozione. Tuttavia, Giraffatitan e Brachiosaurus rappresentano ancora i più grandi sauropodi brachiosauridi conosciuti da materiale relativamente completo.
Tutte le stime delle dimensioni di Giraffatitan si basano sullo scheletro montato a Berlino, che è in parte costruito con ossa autentiche prese dall'esemplare HMN SII, un individuo subadulto che misurava 21,8–22,46 metri (71,5–73,7 piedi) di lunghezza e circa 12 metri (39 piedi) d'altezza. La lunghezza spesso citata di 22,46 metri venne stimata da Werner Janensch, lo scienziato tedesco che descrisse Giraffatitan, e fu il risultato di un semplice errore di addizione: il numero corretto avrebbe dovuto essere 22,16 metri. Le stime sulla massa dell'animale sono più problematiche e variano da un minimo di 15 tonnellate a un massimo di 78 tonnellate. Queste stime estreme sono ora considerate improbabili e causate da metodologie errate. Il numero di stime è tale in quanto lo scheletro si è rivelato un argomento troppo irresistibile per i ricercatori che desiderano testare i loro nuovi metodi di misurazione. I primi calcoli furono effettuati da Janensch che, nel 1935, diede un volume di 32 m³ per il campione SII e di 25 m³ per il campione SI, un individuo più piccolo, sebbene non si sappia che metodologia abbia usato per arrivare a queste stime. Nel 1950 Janensch menzionò un peso di 40 tonnellate per lo scheletro più grande. Nel 1962 Edwin Harris Colbert stimò un volume di 86,953 m³. Stimando una densità di 0,9, ciò comporterebbe un peso di 78.258 chilogrammi. Colbert aveva inserito nei calcoli anche un modello museale, esposto al pubblico, e osservato il volume da esso spostato. Nel 1988 Gregory S. Paul ipotizzò che il valore, a suo avviso irrealisticamente alto, fosse stato causato dal fatto che tali modelli erano molto "gonfi" rispetto alla corporatura reale dell'animale. Nel 1980 Dale Alan Russell e altri hanno pubblicato un peso molto inferiore di 14,8 tonnellate, estrapolandolo dal diametro dell'omero e del femore. Nel 1985 lo stesso ricercatore arrivò a 29 tonnellate, estrapolando il peso dalla circonferenza di queste ossa. Nel 1985 Robert McNeill Alexander trovò un valore di 46,6 tonnellate inserendo nell'acqua un modellino giocattolo del British Museum of Natural History.

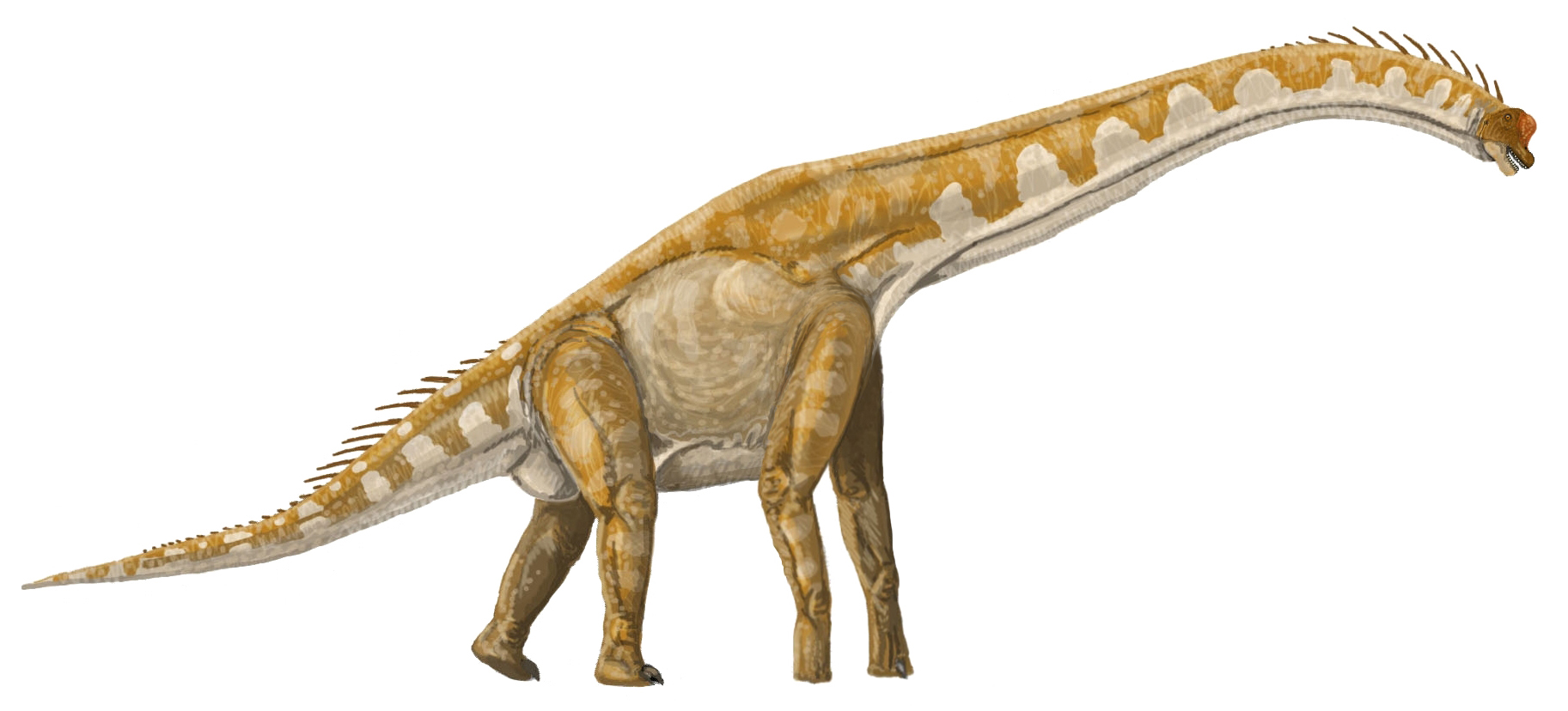
Ricostruzione artistica di Giraffatitan

Stime più recenti basate su modelli ricostruiti dalle misurazioni del volume osseo, che tengono conto degli estesi sistemi di sacca d'aria che riducono il peso dei sauropodi e della massa muscolare stimata, sono comprese tra i 23,3 e le 39,5 tonnellate (25,7-43,5 tonnellate corte). Nel 1988 Paul misurò un volume di 36.585 m³ inserendo nell'acqua un modello appositamente costruito, stimando un peso di 31,5 tonnellate, ipotizzando una bassa densità. Nel 1994/1995 un peso di 40 tonnellate venne estrapolato dalla circonferenza dell'osso dell'arto. Nel 1995 una scansione laser dello scheletro è stata utilizzata per costruire un modello virtuale da semplici forme geometriche, trovando un volume di 74,42 m³ e concludendo con un peso di 63 tonnellate. Nel 2008 Gunga ha rivisto il volume, utilizzando forme più complesse, a 47,9 m³. Donald Henderson nel 2004 ha utilizzato un modello computerizzato, che ha calcolato un volume di 32,398 m³ ed un peso di 25.789 chilogrammi. I metodi più recenti utilizzano lo spessore della parete ossea.
Tuttavia, HMN SII non è il più grande esemplare conosciuto (un'affermazione supportata dal suo status di subadulto), ma HMN XV2, rappresentato da una fibula più grande del 13% rispetto al materiale corrispondente di HMN SII, che potrebbe aver raggiunto 26 metri (85 piedi) in lunghezza. Nel 2020 Molina-Perez e Larramnedi stimarono le dimensioni dell'esemplare HMN XV2 in 25 metri (82 piedi) di lunghezza, per un peso di 48 tonnellate, con un'altezza alle spalle di 6,8 metri (22 piedi).

### Cranio

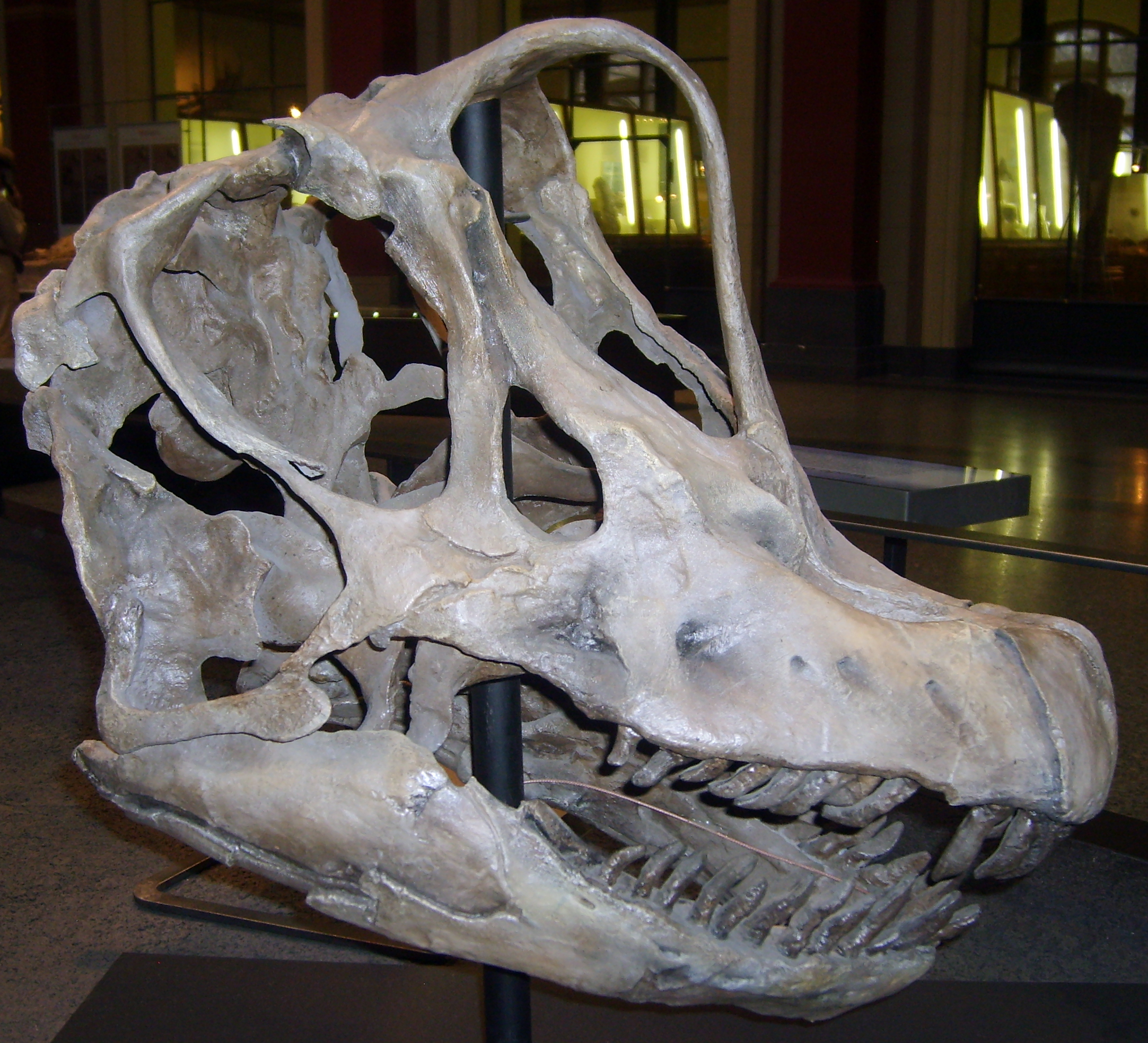
Calco del cranio di Giraffatitan

Una delle caratteristiche più evidenti del cranio di Giraffatitan era il curioso "arco" osseo tra gli occhi, costituito dalle narici ossee. Tradizionalmente, questa era considerata una caratteristica distintiva del genere Brachiosaurus, di cui originariamente si credeva Giraffatitan una specie (B. brancai); tuttavia è possibile che Brachiosaurus altithorax non possedesse affatto questa caratteristica, poiché all'interno del materiale tradizionalmente riferito a Brachiosaurus è noto solo da esemplari tanzaniani oggi assegnati a Giraffatitan.
La posizione delle narici esterne di Giraffatitan è stata fonte di molti dibattiti, con studiosi come Witmer (2001), che descrisse in una pubblicazione su Science come la posizione delle narici esterne dell'animale potesse trovarsi in ben cinque possibili posizioni. Originariamente, data la grande cresta formata dalle narici ossee presenti sul capo dell'animale, alcuni studiosi ipotizzarono che animali come Giraffatitan avessero le loro narici situate sulla fronte. Tuttavia, Witmer, confrontando le narici dei dinosauri con quelle degli animali odierni, dimostrò che tutte le specie hanno le aperture delle narici esterne nella parte anteriore del muso e che i sauropodi come Giraffatitan non avevano narici sulla sommità della testa, ma vicino al muso, screditando la precedente teoria. Alcuni ipotizzarono persino che vari sauropodi, come Giraffatitan, possedessero una proboscide, ma il fatto che non esistano sauropodi dal muso stretto (Giraffatitan incluso) scredita tale ipotesi. Inoltre, i denti di Giraffatitan mostrano il tipo di usura che deriverebbe dal mordere e strappare il materiale vegetale. L'uso di una proboscide è proprio quello di strappare il materiale vegetale e portarlo alla bocca e pertanto tale ipotesi è stata screditata. Uno studio proposto da Lawrence Witmer (2001) mostra che, mentre le aperture nasali erano poste in alto sopra gli occhi, le narici sarebbero state comunque vicine alla punta del muso. Lo stesso studio supporta anche l'idea che le alte "creste" dei brachiosauridi sostenessero una sorta di camera di risonanza carnosa.

## Classificazione

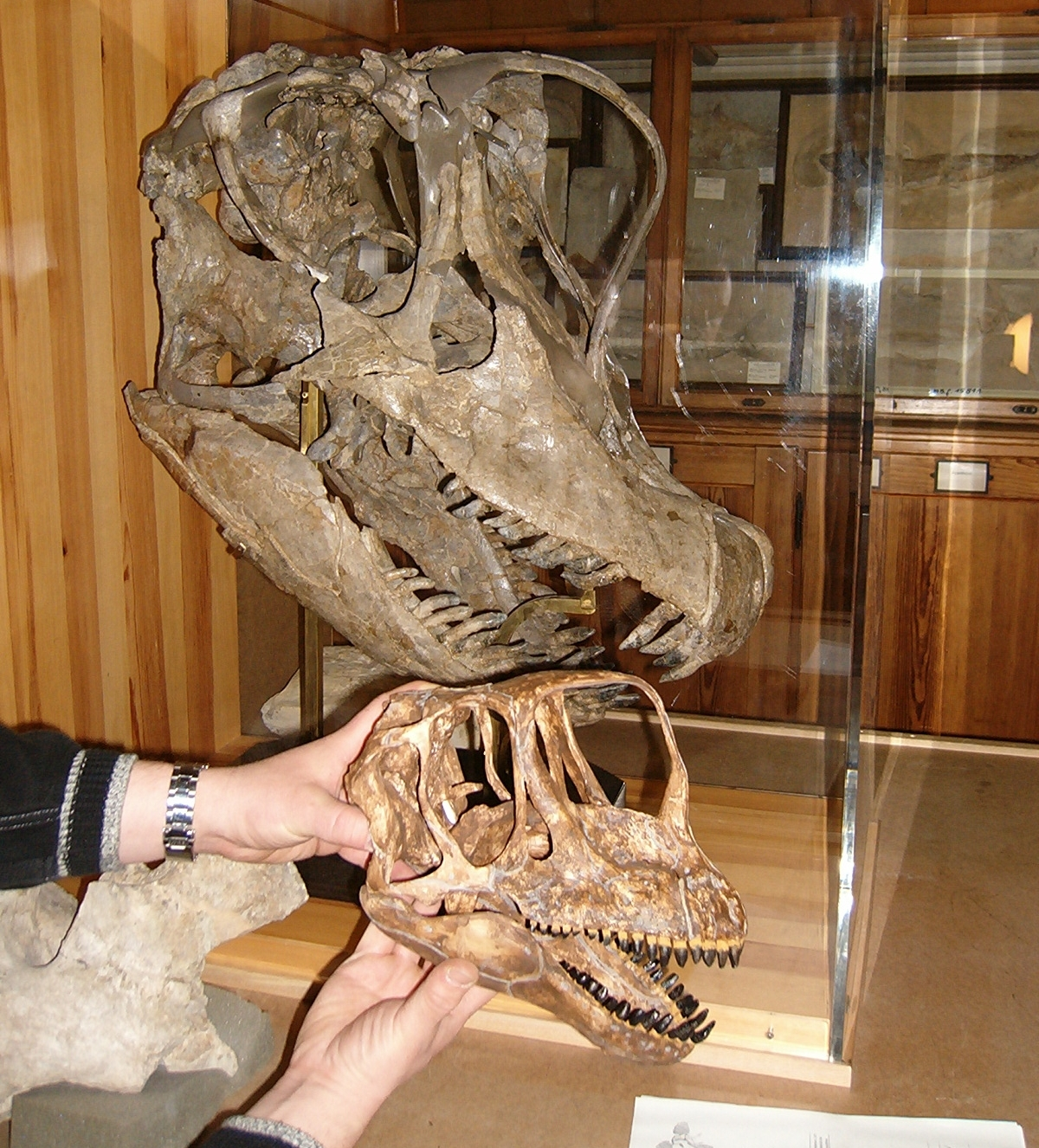
Cranio di Giraffatitan (dietro) a confronto con il cranio del brachiosauro nano Europasaurus

Nel 1988, Gregory S. Paul notò che Brachiosaurus brancai (specie su cui si basavano molte delle ricostruzioni più popolari di Brachiosaurus, entrate a far parte della cultura popolare) mostrava delle differenze significative con il Brachiosaurus nordamericano, specialmente nelle proporzioni delle sue vertebre toraciche e nella sua corporatura più gracile. Paul usò queste differenze per creare un sottogenere che nominò Brachiosaurus (Giraffatitan) brancai. Nel 1991, George Olshevsky affermò che queste differenze erano sufficienti per collocare il brachiosauride africano nel proprio genere, creando così il nuovo genere Giraffatitan, e la nuova specie G. brancai.
Ulteriori differenze tra la forme africana e quella nordamericana emersero con la descrizione, nel 1998, di un cranio di Brachiosaurus nordamericano. Questo cranio, che era stato ritrovato quasi un secolo prima (è il cranio che Marsh usò nelle sue prime ricostruzioni di Brontosaurus), venne identificato come "Brachiosaurus sp.", e potrebbe benissimo appartenere alla specie nordamericana B. altithorax. Per alcune caratteristiche, questo cranio è più simile a quello di Camarasaurus, come la forma dei denti anteriori e la forma più allungata e meno scavata della parte superiore rispetto al caratteristico cranio di Giraffatitan provvisto di un muso corto e di un'alta cresta cranica.
Inizialmente, la classificazione di Giraffatitan come genere a se stante non venne accolta da molti scienziati, poiché non era stata supportata da un rigoroso confronto tra entrambe le specie. Tuttavia, un confronto dettagliato venne pubblicato da Michael P. Taylor, nel 2009, che dimostrò che "Brachiosaurus" brancai differiva da B. altithorax in quasi ogni osso fossile che poteva essere confrontato, in termini di dimensioni, forma e proporzioni, concludendo che la collocazione del materiale africano in un genere separato era valida. Taylor ha anche trovato prove di una stretta relazione tra Giraffatitan e Brachiosaurus, sebbene la sua analisi ommetta altri brachiosauridi. Uno studio più recente sui sauropodi titanosauriformi di D'Emic (2012) colloca Giraffatitan come genere sorella di un clade contenente Brachiosaurus e una tritomia di Abydosaurus, Cedarosaurus e Venenosaurus come mostrato di seguito:
|  | Brachiosaurus                                                                               |
|  |                                                                                             |
|  | \| \| Abydosaurus \| \| \| \| \| \| Cedarosaurus \| \| \| \| \| \| Venenosaurus \| \| \| \| |
|  |                                                                                             |
|  | Abydosaurus                                                                                 |
|  |                                                                                             |
|  | Cedarosaurus                                                                                |
|  |                                                                                             |
|  | Venenosaurus                                                                                |
|  |                                                                                             |

|  | Abydosaurus  |
|  |              |
|  | Cedarosaurus |
|  |              |
|  | Venenosaurus |
|  |              |

|  | Brachiosaurus                                                                               |
|  |                                                                                             |
|  | \| \| Abydosaurus \| \| \| \| \| \| Cedarosaurus \| \| \| \| \| \| Venenosaurus \| \| \| \| |
|  |                                                                                             |
|  | Abydosaurus                                                                                 |
|  |                                                                                             |
|  | Cedarosaurus                                                                                |
|  |                                                                                             |
|  | Venenosaurus                                                                                |
|  |                                                                                             |

|  | Abydosaurus  |
|  |              |
|  | Cedarosaurus |
|  |              |
|  | Venenosaurus |
|  |              |

|  | Brachiosaurus                                                                               |
|  |                                                                                             |
|  | \| \| Abydosaurus \| \| \| \| \| \| Cedarosaurus \| \| \| \| \| \| Venenosaurus \| \| \| \| |
|  |                                                                                             |
|  | Abydosaurus                                                                                 |
|  |                                                                                             |
|  | Cedarosaurus                                                                                |
|  |                                                                                             |
|  | Venenosaurus                                                                                |
|  |                                                                                             |

|  | Abydosaurus  |
|  |              |
|  | Cedarosaurus |
|  |              |
|  | Venenosaurus |
|  |              |

|  | Brachiosaurus                                                                               |
|  |                                                                                             |
|  | \| \| Abydosaurus \| \| \| \| \| \| Cedarosaurus \| \| \| \| \| \| Venenosaurus \| \| \| \| |
|  |                                                                                             |
|  | Abydosaurus                                                                                 |
|  |                                                                                             |
|  | Cedarosaurus                                                                                |
|  |                                                                                             |
|  | Venenosaurus                                                                                |
|  |                                                                                             |

|  | Abydosaurus  |
|  |              |
|  | Cedarosaurus |
|  |              |
|  | Venenosaurus |
|  |              |

## Storia della scoperta

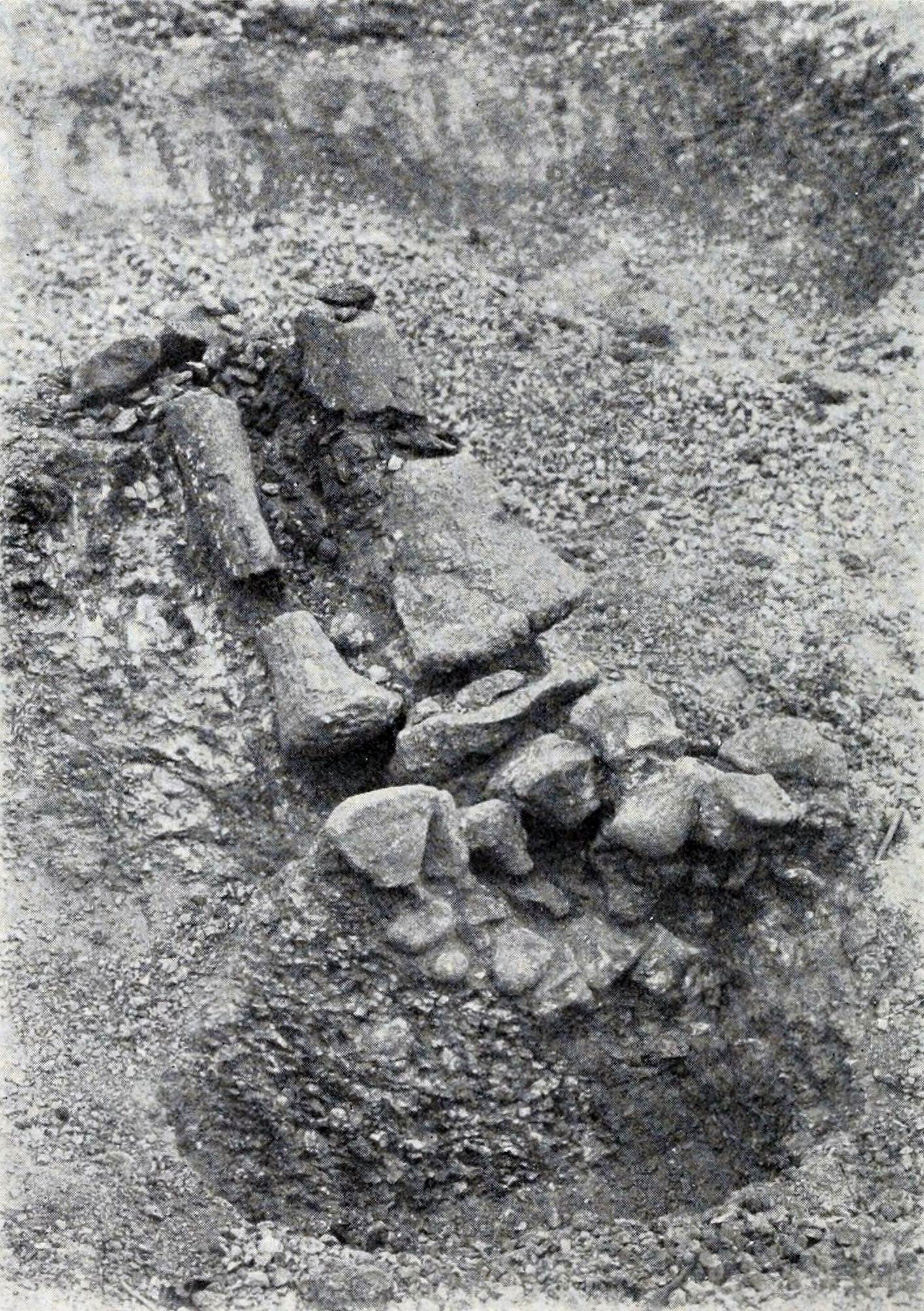
Un arto posteriore durante gli scavi nel Tendaguru del 1912

Nel 1906, l'ingegnere minerario Bernhard Wilhelm Sattler, durante un viaggio, notò un enorme osso che sporgeva dal terreno presso il Tendaguru (la "collina ripida") vicino a Lindi, in quella che allora era l'Africa Orientale Tedesca, l'odierna Tanzania. All'inizio del 1907, il suo superiore Wilhelm Arning ad Hannover ricevette un rapporto sul ritrovamento. Arning informò nuovamente la Kommission für die landeskundliche Erforschung der Schutzgebiete, una commissione di Berlino che si occupava dell'indagine geografica dei protettorati tedeschi. Il segretario di stato tedesco delle colonie, Berhard Dernburg, all'epoca visitò l'Africa orientale tedesca accompagnato dall'industriale Heinrich Otto. Otto aveva invitato il paleontologo professor Eberhard Fraas a unirsi a lui come consulente scientifico. Nell'estate del 1907, Fraas, già da alcuni mesi in viaggio nella colonia, ricevette una lettera dal dottor Hans Meyer a Lipsia che lo esortava ad indagare sulla scoperta di Sattler. Il 30 agosto, Fraas arrivò in battello alla città costiera di Lindi. Dopo una marcia di cinque giorni arrivò al Tendaguru, dove poté confermare che ciò che aveva visto Sattler era autentiche ossa di dinosauro. Presto Sattler si unì a lui con una squadra di minatori nativi che dissotterrarono due grandi scheletri di sauropodi che furono in seguito trasportati in Germania. In definitiva, questi scheletri sarebbero diventati gli olotipi dei generi Tornieria e Janenschia.
Durante la sua permanenza Fraas osservò che gli strati del Tendaguru erano eccezionalmente ricchi di fossili. Dopo il suo ritorno in Germania cercò di raccogliere abbastanza soldi per una grande spedizione. Riuscì ad attirare l'interesse del professor Wilhelm von Branca, capo del Geologisch-Paläontologische Institut und Museum der Königliche Friedrich-Wilhelm Universität zu Berlin. Von Branca considerava una questione di orgoglio nazionale tedesco che un tale progetto avesse successo, pertanto coinvolse anche il patologo David von Hansemann. Von Hansemann fondò il Comitato Tendaguru guidato da Johann Albrecht duca di Meclemburgo. Ben presto divenne di moda entrare a far parte di questo comitato che contava tra i suoi membri un gran numero di eminenti industriali e scienziati tedeschi. Molti dei loro ricchi amici donarono somme considerevoli alla causa. Per guidare la spedizione, von Branca inviò uno dei suoi curatori, Werner Janensch, e uno dei suoi assistenti, Edwin Hennig. Entrambi gli uomini arrivarono a Dar es Salaam il 2 aprile 1909.

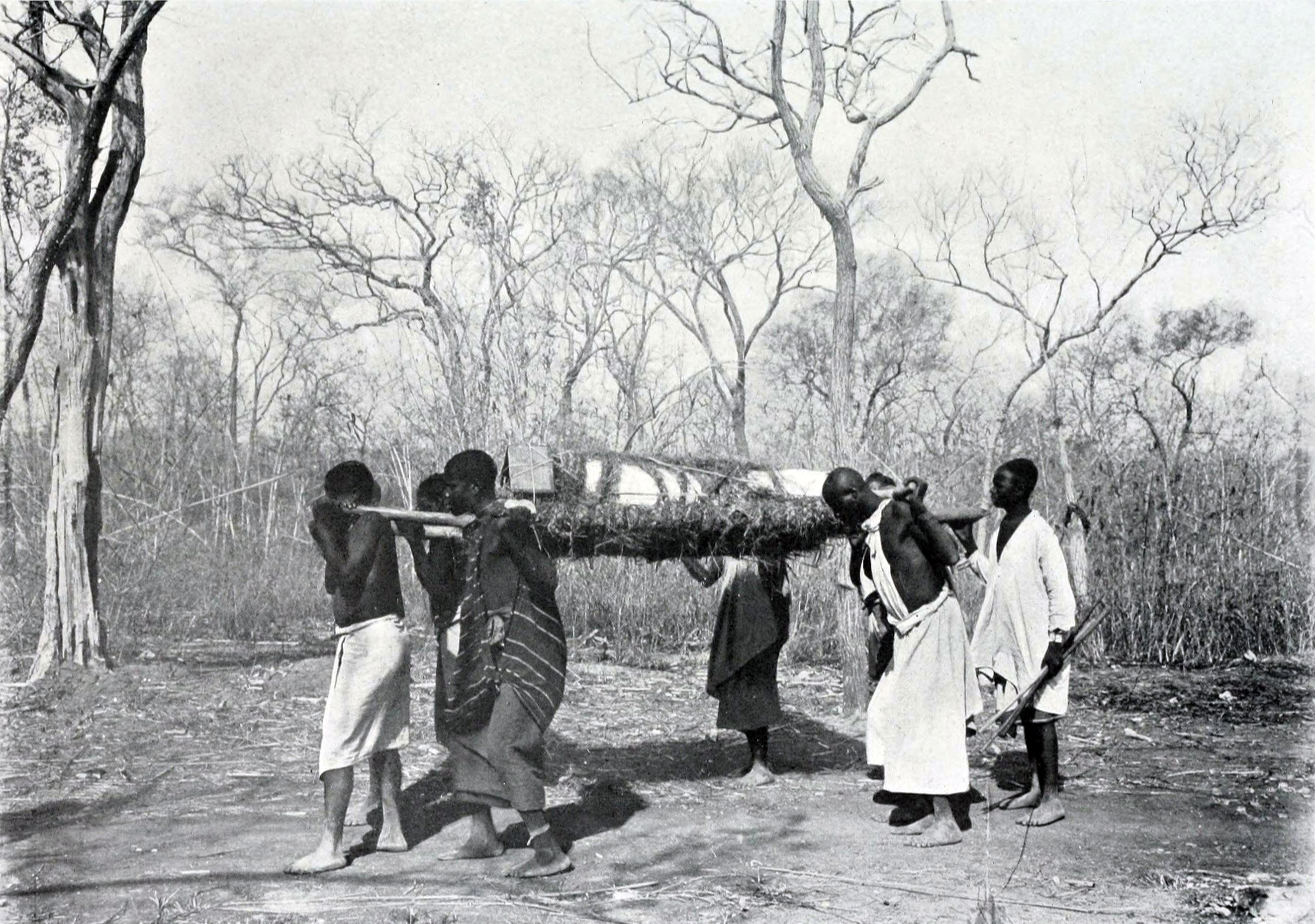
Alcuni portatori che trasportano un grosso osso nel Tendaguru

La spedizione inizialmente impiegò circa 160 portatori indigeni, non potendo usufruire di bestie da soma a causa del pericolo rappresentato dalle mosche tse tse. Durante quattro stagioni campali, del 1909, 1910, 1911 e 1912, furono aperte un centinaio di cave paleontologiche. Grandi quantità di materiali fossili furono spedite in Germania. Ben presto divenne evidente che oltre a Tornieria e a Janenschia, negli strati del Tendaguru erano presenti anche altri sauropodi. Uno di loro era il Dicraeosaurus, di medie dimensioni, un fossile relativamente comune. Più rara era una forma gigantesca che superava di gran lunga tutte le altre in termini di dimensioni, e che oggi conosciamo come Giraffatitan. La prima cava a restituire fossili di Giraffatitan fu il "Sito D", situato a circa un chilometro a nord-est della collina di Tendaguru e aperto il 21 giugno 1909. Il sito conteneva uno scheletro relativamente completo di un individuo di medie dimensioni, privo delle mani, del collo, delle vertebre posteriori e del cranio. L'esemplare comprendeva una serie articolata di 29 vertebre caudali. Le altre ossa sono state trovate in stretta associazione su una superficie di ventidue metri quadrati. Il "Sito IX", situato a 1,4 chilometri a nord-est della collina di Tendaguru, fu aperto il 17 agosto 1909. Tra un insieme di 150 ossa di dinosauro disarticolate, erano presenti anche due femori di Giraffatitan. Il "Sito N", a novecento metri ad est della collina Tendaguru, scavato nel settembre 1909, restituì un unico scheletro disarticolato che comprendeva una vertebra toracica, una vertebra caudale, costole, una scapola, un'altra possibile scapola, un omero, due ischi e un numero di ossa non identificabili.
La fonte più importante di fossili Giraffatitan sarebbe stato il "Sito S", a un chilometro a sud-ovest della collina. Gli scavi iniziarono l'11 ottobre 1909 e proseguirono fino al 1912. Nel 1909 furono portati alla luce elementi degli arti e della cintura scapolare. Durante il 1910, una sponda tagliata del fiume Kitukituki fu gradualmente ampliata, rimuovendo un alto sovraccarico. Per evitare che le pareti della cava crollassero, furono coperte da un'alta intelaiatura di legno. Quell'anno furono scoperte prima diverse costole e poi parte della colonna vertebrale. Ad ottobre, vicino ad alcune vertebre del collo vennero scoperti un cranio e una mandibola. Dal 5 giugno 1912 in poi furono rinvenute ulteriori vertebre del collo e del tronco. Inizialmente si pensava che queste ossa appartenessero ad un singolo scheletro. Solo in seguito Janensch si rese conto che si trattava di due scheletri. Skelett SI era composto da un cranio, sei vertebre cervicali e alcune vertebre toraciche. Skelett SII, invece, era più grande ma nonostante le sue dimensioni era ancora un individuo subadulto, ed era composto da ossa del cranio, una serie di undici vertebre cervicali e undici vertebre toraciche, costole, la scapola sinistra, entrambi i coracoidi, entrambi gli arti anteriori, le ossa pubiche e l'arto posteriore destro. L'osso sacro e la coda andarono perduti a causa di un'erosione relativamente recente. L'esemplare era stato ritrovato con gli arti in posizione verticale, il che potrebbe indicare che l'esemplare morì rimanendo impantanato nel fango.

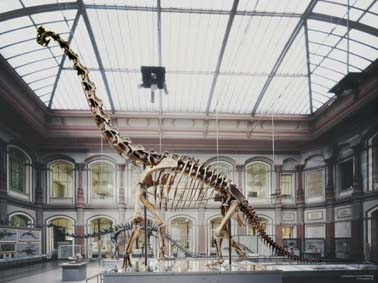
Lo scheletro montato di Giraffatitan di Berlino, prima che venisse rimontato

Agli inizi di ottobre 1909, fu scavato il "Sito ab", a 1,2 chilometri a nord-est della collina. Tra i resti disarticolati di diversi sauropodi furono ritrovati anche due femori di Giraffatitan. Un possibile omero gigantesco era troppo danneggiato per essere salvato. Il "Sito cc", a 2,9 chilometri a nord-est della collina, conteneva uno scheletro di Giraffatitan disarticolato che comprendeva delle vertebre cervicali, una vertebra toracica, costole, una scapola e un omero. Nel 1910, fu aperta un'altra cava contenente ossa di Giraffatitan, il "Sito Y", a 3,1 chilometri a nord della collina di Tendaguru. Il sito conteneva lo scheletro di un individuo di medie dimensioni che includeva una scatola cranica, una serie di otto vertebre cervicali, una vertebra toracica, costole, entrambe le scapole, un coracoide, un omero sinistro ed il perone sinistro.
Le cave sopra elencate rappresentano solo i siti più importanti in cui sono state rinvenute ossa di Giraffatitan. In realtà, diverse ossa isolate riferite a questo taxon sono state ritrovate in dozzine di altre località del Tendaguru, citate soprattutto nelle pubblicazioni di Janensch ma di cui non sopravvivono note sul campo, rendendo le circostanze precise delle scoperte sconosciute. In parte ciò riflette la mancanza di documentazione sistematica da parte della spedizione. Molti documenti furono distrutti da un bombardamento alleato nel 1943. Nello stesso bombardamento anche parte dei fossili andarono perduti. Tuttavia, la maggior parte dello scheletro dell'animale era ormai noto.
Giraffatitan brancai venne nominato e descritto per la prima volta dal paleontologo tedesco Werner Janensch nel 1914 come Brachiosaurus brancai, sulla base di diversi esemplari fossili recuperati tra il 1909 e il 1912 dalla Formazione Tendaguru. L'animale è noto da cinque scheletri parziali, tra cui tre crani e numerosi resti frammentari tra cui materiale cranico, alcune ossa degli arti, vertebre e denti. Gli strati in cui sono state recuperate le ossa risalgono ad un periodo compreso tra i 145 e i 150 milioni di anni fa, tra il Kimmeridgiano e il Titoniano, nel Giurassico superiore.
Il famoso esemplare di Giraffatitan brancai montato nel Museo di Storia Naturale di Berlino è uno degli scheletri montati più grandi e più alti al mondo, come certificato dal Guinness dei primati. A partire dal 1909, Werner Janensch trovò molti altri esemplari di G. brancai in Tanzania, inclusi alcuni scheletri quasi completi, e li usò per creare lo scheletro montato composito visto oggi.

## Paleobiologia

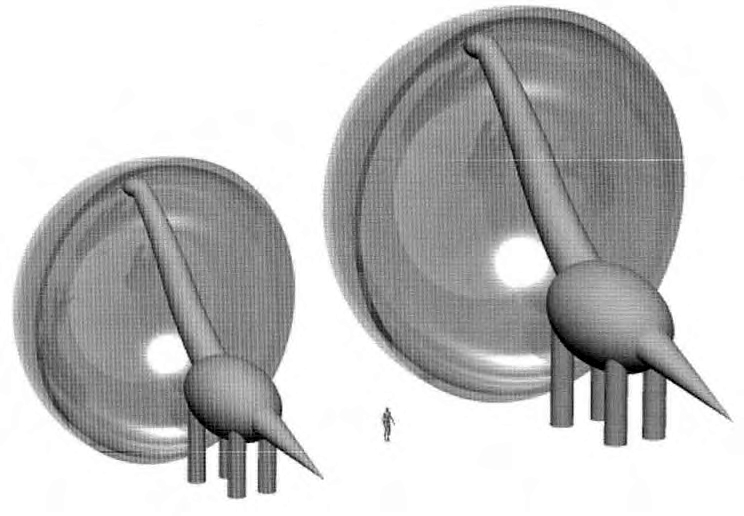
La gamma di alimentazione di Giraffatitan (sinistra) e Sauroposeidon a confronto

A causa delle enormi aperture nasali, le cui ossa in Giraffatitan formavano la cresta posta tra gli occhi, c'è stato un lungo dibattito tra gli studiosi su dove fossero posizionate le narici dell'animale, con alcuni paleontologi che sostenevano che le narici dell'animale fossero situate sulla sommità della testa. Nei decenni passati, gli scienziati teorizzavano che l'animale utilizzasse le sue narici poste sulla sommità della testa come un boccaglio, trascorrendo la maggior parte del suo tempo immerso nell'acqua per sostenere la sua enorme massa. Tuttavia, l'attuale punto di vista accettato dalla maggioranza degli studiosi è che il Giraffatitan fosse un animale completamente terrestre, in quanto gli studi hanno dimostrato che la pressione dell'acqua avrebbe impedito all'animale di respirare efficacemente mentre era immerso e che i suoi piedi erano troppo stretti per un uso acquatico efficiente. Inoltre, nuovi studi proposti da Lawrence Witmer (2001) mostrano che, mentre le aperture nasali erano poste in alto sopra gli occhi, le narici sarebbero state comunque vicine alla punta del muso. Lo stesso studio supporta anche l'idea che le alte "creste" dei brachiosauridi sostenessero una sorta di camera di risonanza carnosa.

### Cervello
Dalle stime estrapolate dall'analisi della sua scatola cranica, il cervello di Giraffatitan misurava circa 300 centimetri cubici, che, come quelli di altri sauropodi, era piuttosto piccolo rispetto alle dimensioni del corpo dell'intero animale. Uno studio del 2009 ha calcolato il suo quoziente di encefalizzazione (una stima approssimativa della possibile intelligenza) a un basso 0,62 o 0,79, a seconda della stima delle dimensioni utilizzata. Come altri sauropodi, il Giraffatitan presenta un allargamento sacrale sopra l'anca che in passato veniva indicato erroneamente come un "secondo cervello". Tuttavia, la presenza di corpi di glicogeno sono una spiegazione più probabile.

### Metabolismo
Il metabolismo dei dinosauri giganti è tuttora un oggetto di discussione tra i paleontologi. Se Giraffatitan fosse stato endotermico (a sangue caldo), gli ci sarebbero voluti circa dieci anni per raggiungere le sue piene dimensioni, se fosse invece pecilotermico (a sangue freddo), allora avrebbe impiegato più di 100 anni per raggiungere le sue piene dimensioni. Essendo un animale a sangue caldo, il suo fabbisogno energetico giornaliero sarebbe stato enorme; l'animale avrebbe dovuto consumare più di ~182 kg (401 libbre) di cibo al giorno. Se Giraffatitan fosse stato completamente a sangue freddo o fosse un endoterma passivo di massa, avrebbe avuto bisogno di molto meno cibo per soddisfare il suo fabbisogno energetico giornaliero. Alcuni scienziati hanno proposto che i grandi dinosauri come Giraffatitan fossero gigantotermi. Gli organi interni di questi sauropodi giganti erano probabilmente enormi.

## Paleoecologia

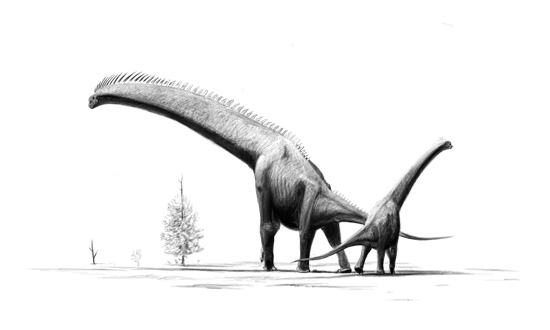
Ricostruzione di due individui, con delle speculative spine sul dorso

Giraffatitan visse in quella che oggi è la Tanzania, all'interno della Formazione Tendaguru del Giurassico superiore. Dal 2012, il confine tra il Kimmeridgiano e il Titoniano è datato a 152,1 milioni di anni fa.
L'ecosistema Tendaguru consisteva principalmente in tre tipi di ambiente: ambienti marini poco profondi, lagunari, piane di marea e ambienti costieri bassi; e ambienti interni con vegetazione. L'ambiente marino esisteva al di sopra della base delle onde e dietro le barriere silicoclastiche e ooidi. L'ambiente sembra aver avuto pochi cambiamenti nei livelli di salinità e aver sperimentato maree e tempeste. Gli ambienti costieri erano costituiti da laghi costieri salmastri, stagni e pozze. Questi ambienti presentavano poca vegetazione e probabilmente erano frequentati dai dinosauri erbivori soprattutto durante i periodi di siccità. L'entroterra ben vegetato era dominato dalle conifere. Nel complesso, il clima del Giurassico superiore del Tendaguru era da subtropicale a tropicale con piogge stagionali e periodi di siccità pronunciati. Durante il Cretaceo inferiore, il Tendaguru divenne più umido. I letti del Tendaguru sono simili sia alla Formazione Morrison del Nord America tranne che nei suoi interstrati marini.
Giraffatitan condivideva il suo habitat con altri sauropodi, come le due specie di Dicraeosaurus, Janenschia, Tendaguria e Tornieria; ornitischi, come Dysalotosaurus e Kentrosaurus; i teropodi "Allosaurus" tendagurensis, "Ceratosaurus" roechlingi, "Ceratosaurus" ingens, Elaphrosaurus, Veterupristisaurus e Ostafrikasaurus; e pterosauri, come Tendaguripterus. Altri organismi che abitavano il Tendaguru includevano coralli, echinodermi, cefalopodi, bivalvi, gasteropodi, decapodi, squali, pesci neopterigi, coccodrilli e piccoli mammiferi, come Brancatherulum.

## Nella cultura di massa
Sebbene Giraffatitan sia considerato un genere a se stante, per lungo tempo è stato considerato una specie africana del genere nordamericano Brachiosaurus. Siccome i fossili nordamericani sono piuttosto rari e frammentari, la maggior parte delle ricostruzioni e delle rappresentazioni nei media di Brachiosaurus si basano in realtà sui più abbondanti resti africani. Ciò significa che i Brachiosaurus apparsi in media come Jurassic Park (1993) e Nel mondo dei dinosauri (1999) e nella maggior parte delle rappresentazioni più famose di questo animale, sarebbero in realtà dei Giraffatitan. Queste rappresentazioni, inoltre, spesso perpetrano certi errori anatomici ormai screditati dagli scienziati, come le narici poste sulla sommità del cranio, che ormai sono divenuti parte integrante del design riconosciuto dal grande pubblico nonostante la sua inaccuratezza, ed un numero sbagliato di artigli per ogni piede.